# Фране Булич
Фра́не Бу́лич (хорв. Frane Bulić; *4 жовтня 1846, Враніць — 29 липня 1934, Загреб) — хорватський археолог, римо-католицький священик, академік Академії наук і мистецтв Хорватії, член Імператорської ради Райхсрату.

## Життєпис
Народився у місті Враніць (північніше від Спліта) Австрійської імперії, тепер — Хорватія.
Освіту здобув у Віденському університеті.
Фране Булич — великий фахівець з римських і середньовічних старожитностей. З 1883 до 1920 року Фране Булич очолював Сплітський археологічний музей, був хранителем палацу імператора Діоклетіана.
Булич ініціював археологічні дослідження давньохорватських і античних пам'яток у Далмації, в тому числі на руїнах давньоримського міста Салони.
Помер у Загребі (тоді — Королівство Югославія, тепер — Хорватія).

## Нагороди
- Саксонський орден Альберта 2-го класу.